# Улрих фон Йотинген-Валерщайн
Улрих фон Йотинген-Валерщайн-Шпилберг (на немски: Ulrich von Oettingen-Wallerstein-Spielberg; * 13 февруари 1578 във Валерщайн; † 30 септември 1605 в Комаром, Унгария) е граф на Йотинген-Валерщайн в Швабия, Бавария и на Шпилберг (близо до Гунценхаузен в Средна Франкония).
Той е син на граф Вилхелм II фон Йотинген-Валерщайн-Шпилберг (1544 – 1602) и съпругата му графиня Йохана фон Хоенцолерн-Зигмаринген (1548 – 1604), дъщеря на граф Карл I фон Хоенцолерн (1516 – 1576) и маркграфиня Анна фон Баден-Дурлах (1512 – сл. 1579).
Той умира бездетен на 30 септември 1605 г. в Комаром, Унгария.

## Фамилия
Улрих фон Йотинген-Валерщайн се жени на 25 януари 1604 г. в Аугсбург за Барбара Фугер фрайин цу Кирхберг и Вайсенхорн (* 7 ноември 1577; † 4 май 1618), вдовица на Филип Фугер фон Бибербах-Кирхберг и Вайсенхорн (* 19 юни 1567; † 2 април 1601), дъщеря на фрайхер Филип Едуард Фугер фон Кирхберг и Вайсенхорн (* 11 февруари 1546; † 14 август 1618 в Аугсбург) и Мария Магдалена фон Кьонигсег († 26 февруари 1592/1597). Те нямат деца.